# Tony Hibbert (militair)
James Anthony (Tony) Hibbert (Chertsey, 6 december 1917 – Cornwall, 12 oktober 2014) was een Britse legerofficier tijdens de Tweede Wereldoorlog. Hij vocht mee in Duinkerke, Noord-Afrika, Italië en bij Arnhem.

## Levensloop

### In dienst
Hibbert werd geboren als de zoon van een Britse gevechtspiloot. Hibbert besloot zich tijdens een bezoek aan Duitsland, waar hij zag dat het land zich op een oorlog voorbereidde, aan te melden voor militaire dienst. Terug in Engeland gaf hij zich op aan de Royal Military Academy in Woolwich. Zijn vader kon zich niet vinden in het besluit en vond het doodzonde dat Hibbert zijn positie als leerjongen in de wijnfirma van de familie opgaf.

### Slag op Duinkerke
In januari 1938 werd Hibbert ondergebracht bij de Royal Artillery. Negen dagen na de Duitse inval in Polen, op 9 september 1939, zette Hibbert met zijn eenheid per schip koers naar het Franse Cherbourg. Frankrijk en Groot-Brittannië hadden Duitsland twee dagen na de aanval de oorlog verklaard. Tijdens de Slag om Duinkerke had Hibbert het bevel over een halve batterij die het noordelijke deel van de perimeter verdedigde. Op 1 juni 1940 was zijn eenheid door de munitie heen. Hibbert slaagde erin veilig terug naar Engeland te komen.
Hibbert voegde zich in november 1940 bij een legeronderdeel dat uiteindelijk de 1e parachutistenbrigade vormde en later deel uitmaakte van de 1e Luchtlandingsdivisie. Nadat de Duitsers meerdere keren met succes parachutisten hadden ingezet besloot de Britse premier Winston Churchill dat zijn land ook moest beschikken over eigen luchtlandingstroepen.

### Noord-Afrika, Italië en Arnhem

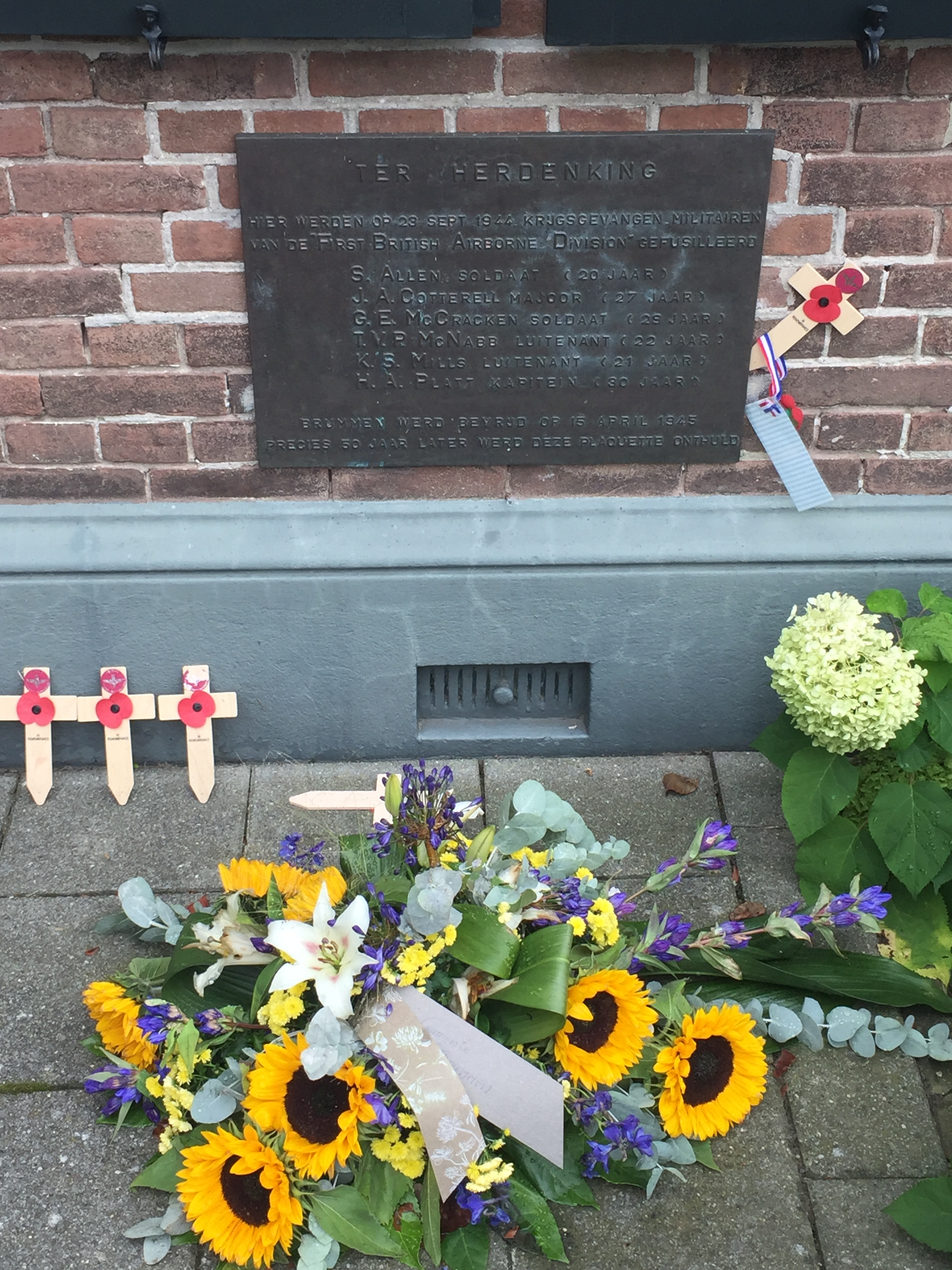
De gedenksteen op het postkantoor in Brummen waar zes Britse krijgsgevangenen werden doodgeschoten na Hibberts ontsnapping. Hibbert woonde tot zijn dood elk de herdenking bij het monument bij. Bij de laatste officiële herdenking in 2019 was zijn dochter aanwezig.

Tijdens de militaire campagnes in Noord-Afrika en Italië diende Hibbert als stafofficier. Hij werd in juli 1944 bevorderd tot majoor. Op 17 september 1944 werd de 1e Luchtlandingsdivisie ingezet als onderdeel van Operation Market Garden. De divisie landde in de omgeving van Arnhem en had de taak om de Rijnbrug te veroveren. Het brigadehoofdkwartier, waaraan Hibbert leiding gaf, was samen met het 1e parachutistenbataljon van luitenant-kolonel John Frost de enige eenheid die de brug daadwerkelijk bereikte. Zij hielden daar drie dagen stand, maar hadden te maken met felle Duitse tegenstand. De rest van de divisie zat vast in Oosterbeek. Na drie dagen werd het verzet bij de brug gestaakt. Bij een poging om terug te keren naar Oosterbeek werd Hibbert krijgsgevangen gemaakt.
Hibbert slaagde erin uit krijgsgevangenschap te ontkomen door in Brummen van een truck af te springen. Een andere Brit die samen met hem sprong werd later weer gegrepen. Achter zijn rug speelde zich een drama af. Een SS'er schoot met zijn machinepistool zes Britse krijgsgevangenen dood en een Duitse bewaker. Een zevende krijgsgevangene overleed later aan zijn verwondingen.
Na drie nachten in  de open lucht te hebben doorgebracht vond Hibbert onderdak bij de familie Peters aan de Knoevenoordstraat in Brummen. Hier bracht hij drie nachten door in het kippenhok wat op het erf stond. Later vond hij onderdak bij de familie Tjeenk Willink aan de Burgemeester de Wijslaan. Door het verzet werd Hibbert ingeschakeld om in de omgeving ondergedoken neergestorte Britse piloten te screenen. Na een week werd hij door Piet Kruijff overgebracht naar Ede, waar hij verbleef bij Jan Aartsen, de directe buurman van Derk Wildeboer, de plaatselijke commandant van de Binnenlandse Strijdkrachten. In Ede kwam hij onder andere zijn brigadegeneraal Gerald Lathbury weer tegen.

### Operatie Pegasus I
Na de Slag om Arnhem waren er in de regio veel parachutisten achtergebleven die werden opgevangen door het verzet. Het Edese verzet ontwierp samen met de ondergedoken parachutisten een plan, waarbij de militairen aangevuld met leden van het verzet zouden functioneren als bruggenhoofd voor een geallieerde doorstoot over de Rijn. In dat geval zou Hibbert het bevel krijgen over een eenheid die achter het front in de omgeving van Brummen het Duitse verkeer lam moest leggen. Dit plan verviel nadat duidelijk was geworden dat de geallieerden voor de winter geen poging zouden doen de Rijn over te steken. In plaats daarvan ontstond het plan om een grote groep parachutisten dwars door de Duitse linies te smokkelen en over de Rijn richting bevrijd gebied over te brengen.
Deze actie, die bekend kwam te staan als Operatie Pegasus I, vond plaats in de nacht van 22 op 23 oktober. Hibbert was verantwoordelijk voor de opvang van een groep in de buurtschap Oud-Reemst. De meesten arriveerden daar op 21 oktober. Per vrachtwagen en auto werd de groep via Otterlo en Ede overgebracht naar het verzamelpunt in de buurt van Bennekom. Van daaruit vertrok een grote groep bestaande uit honderdveertig man, merendeels airbornes, naar het oversteekpunt tussen Renkum en Wageningen. De actie verliep buitengewoon succesvol en iedereen bereikte de overkant. Toch liep de nacht voor Hibbert af met letterlijk en figuurlijk een pijnlijk moment. Hij viel van de voorkant van een jeep toen deze inreed op een vrachtwagen en brak zijn been. Zijn herstel duurde 5 maanden. Daarmee was Hibbert de enige gewonde van Pegasus I.

### Expeditie naar Kiel
De 1e Luchtlandingsdivisie kwam tijdens de oorlog niet meer in actie. Op 5 mei 1945 leidde Hibbert vanuit het Duitse Lübeck een expeditie naar de havenstad Kiel. De Duitse troepen die zich ten noordwesten van de Lüneburger Heide bevonden hadden zich de avond van tevoren overgegeven, maar niet alle Duitse marineofficieren konden zich vinden in die beslissing en waren terughoudend met het inleveren van hun wapens. Ondanks de omstandigheden slaagde Hibbert erin met een paar honderd man de rust te bewaren tot er twee dagen later versterkingen arriveerden.
Intussen dreigde het gevaar dat het Rode Leger Denemarken zou bezetten, ondanks dat dit inging tegen de afspraken gemaakt tijdens de Conferentie van Jalta. Daarmee zou de Sovjet-Unie beschikken over een ijsvrije haven in het Oostzee-gebied. Hibbert kreeg de opdracht snel op te trekken en het gebied tussen Kiel en de Deense grens te bezetten. Mede daardoor werd de Russen de pas afgesneden en bleef Denemarken voor het "westen" bewaard.
Hibbert werd op 8 mei gearresteerd, omdat hij de afspraken die waren gemaakt op de Lüneburger Heide had geschonden door zich ten noorden van Bad Segeberg te begeven. Een dag later werd hij weer vrijgelaten. Ironisch genoeg was hij op de eerste dag van de oorlog ook gearresteerd omdat hij een ongeluk had gehad met de auto van zijn commandant.

### Naoorlogse jaren
Hibbert verliet het leger in 1947 en keerde terug naar de wijnfirma van zijn familie. Het bedrijf stond op instorten, maar kwam er weer bovenop door haar aanbod te verbreden naar onder andere frisdranken. In 1981 ging Hibbert met pensioen en kocht samen met zijn vrouw het landgoed Trebah bij Cornwall. De jaren daarna staken zij in het herstellen van de grote subtropische tuin die in verval was geraakt.
Namens de nog levende Britse veteranen bood Hibbert in 2006 excuses aan richting de Polen die tijdens de Slag om Arnhem bij Driel waren geland. Na de oorlog waren zij veelal weggezet als zondebok voor het verliezen van de slag. Volgens Hibbert hadden zij niets misdaan. Hij richtte een comité waarmee geld werd ingezameld voor een monument ter ere van de Polen.
Het Military Cross dat Hibbert van de Britse regering had ontvangen schonk hij in 2009 aan het Airborne Museum in Oosterbeek. Van de stad Kiel kreeg hij in 2010 het Grootzegel van de stad als dank voor het bewaren van de rust in de dagen na de oorlog. Hibbert kwam nog vaak in Nederland terug om deel te nemen aan herdenkingen en om vrienden uit het Nederlands verzet te ontmoeten.